# Statieberg
De Statieberg is een helling op de westzijde van de Muziekberg in de Vlaamse Ardennen nabij Ronse. De top ligt nabij Louise-Marie en het Muziekbos. Vlak bij deze helling bevindt zich een 800 meter lange spoortunnel onder de Spichtenberg. De Statieberg maakt deel uit van de N454. Na het beklimmen van de Statieberg kan verder geklommen worden via de helling 'Muziekberg'.

## Wielrennen
De helling is driemaal (1956, 1957 en 1959) opgenomen in de Ronde van Vlaanderen, steeds na de Kruisberg in Ronse. Toen was het een kasseiweg, later werd het een asfaltweg met aan de voet van de klim nog kasseien. Sinds 2008 zijn deze kasseien ook vervangen door asfalt.
In 1956 volgde na deze klim de officieuze Muziekberg en de Eikenberg. In 1957 en 1958 werd ze gevolgd door de Berg ten Stene.